# Mandi (città)
Mandi è una città dell'India di 26.858 abitanti, capoluogo del distretto di Mandi, nello stato federato dell'Himachal Pradesh. In base al numero di abitanti la città rientra nella classe III (da 20.000 a 49.999 persone).

## Geografia fisica
La città è situata a 31° 43' 0 N e 76° 55' 0 E e ha un'altitudine di 1.043 m s.l.m..

## Società

### Evoluzione demografica
Al censimento del 2001 la popolazione di Mandi era di 26.858 persone, delle quali 14.231 maschi e 12.627 femmine. I bambini di età inferiore o uguale ai sei anni erano 2.580, dei quali 1.361 maschi e 1.219 femmine. Infine, coloro che erano in grado di saper almeno leggere e scrivere erano 22.612, dei quali 12.217 maschi e 10.395 femmine.

### Gallery

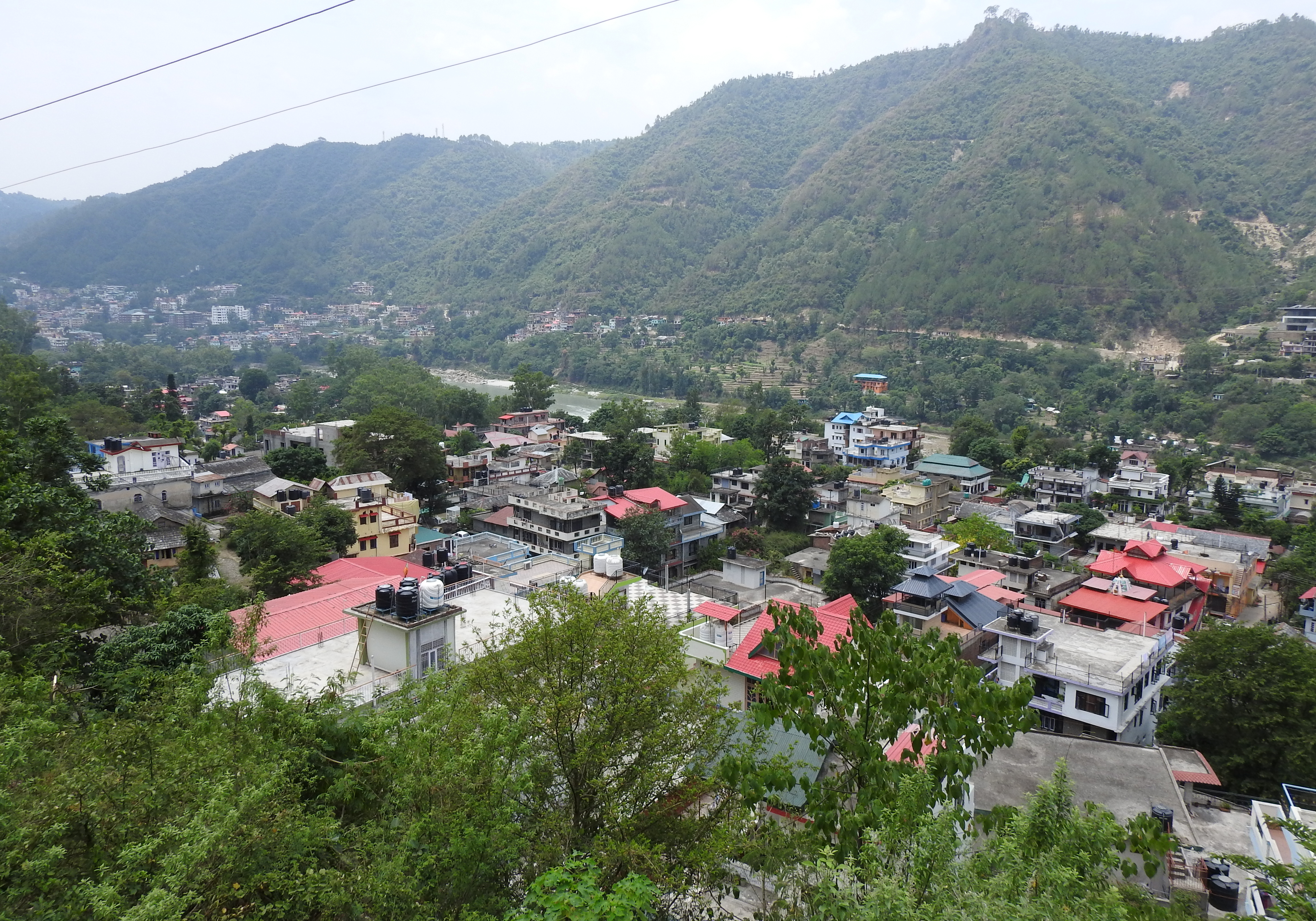
La città di Mandi
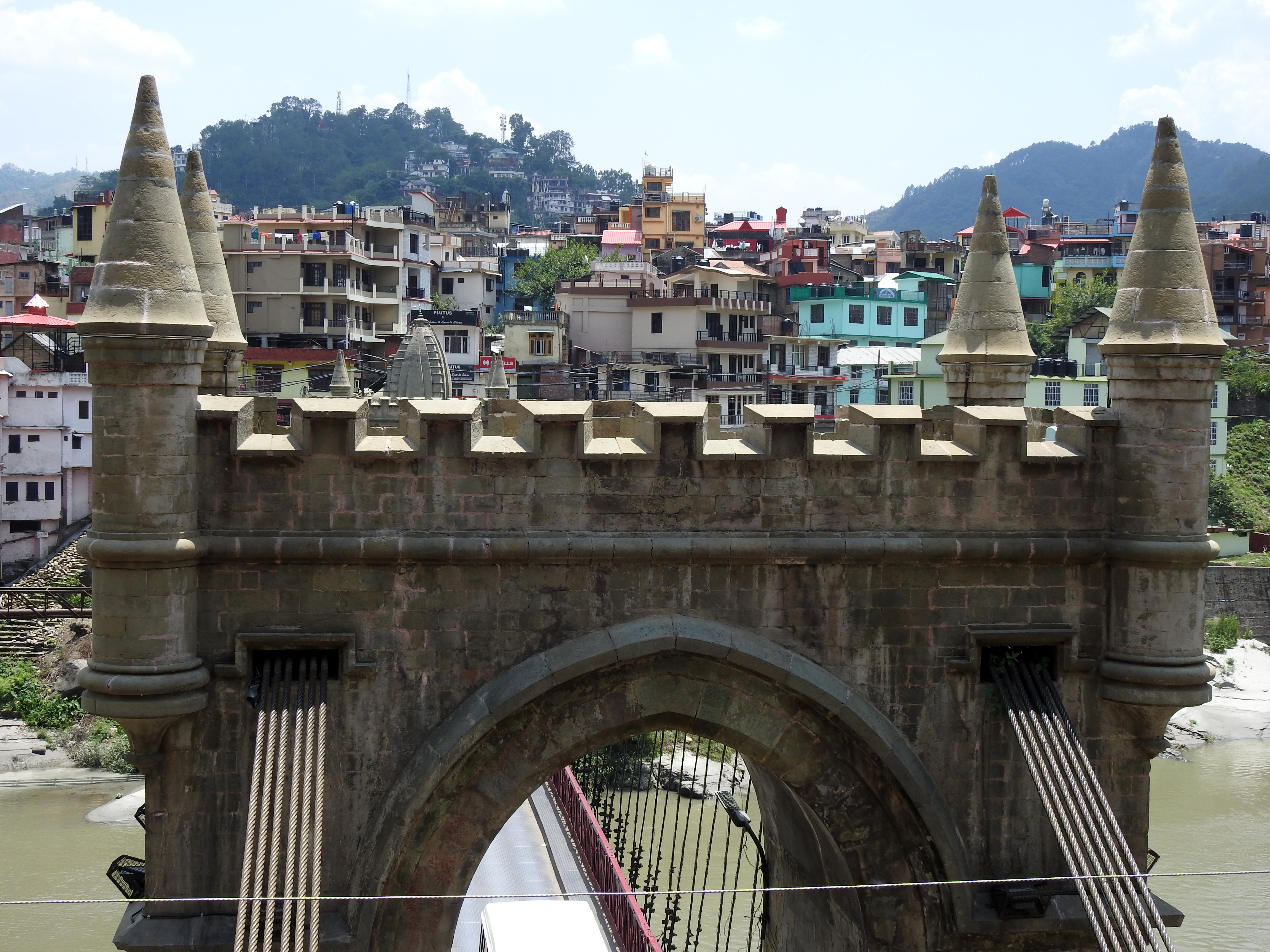
Victoria Bridge
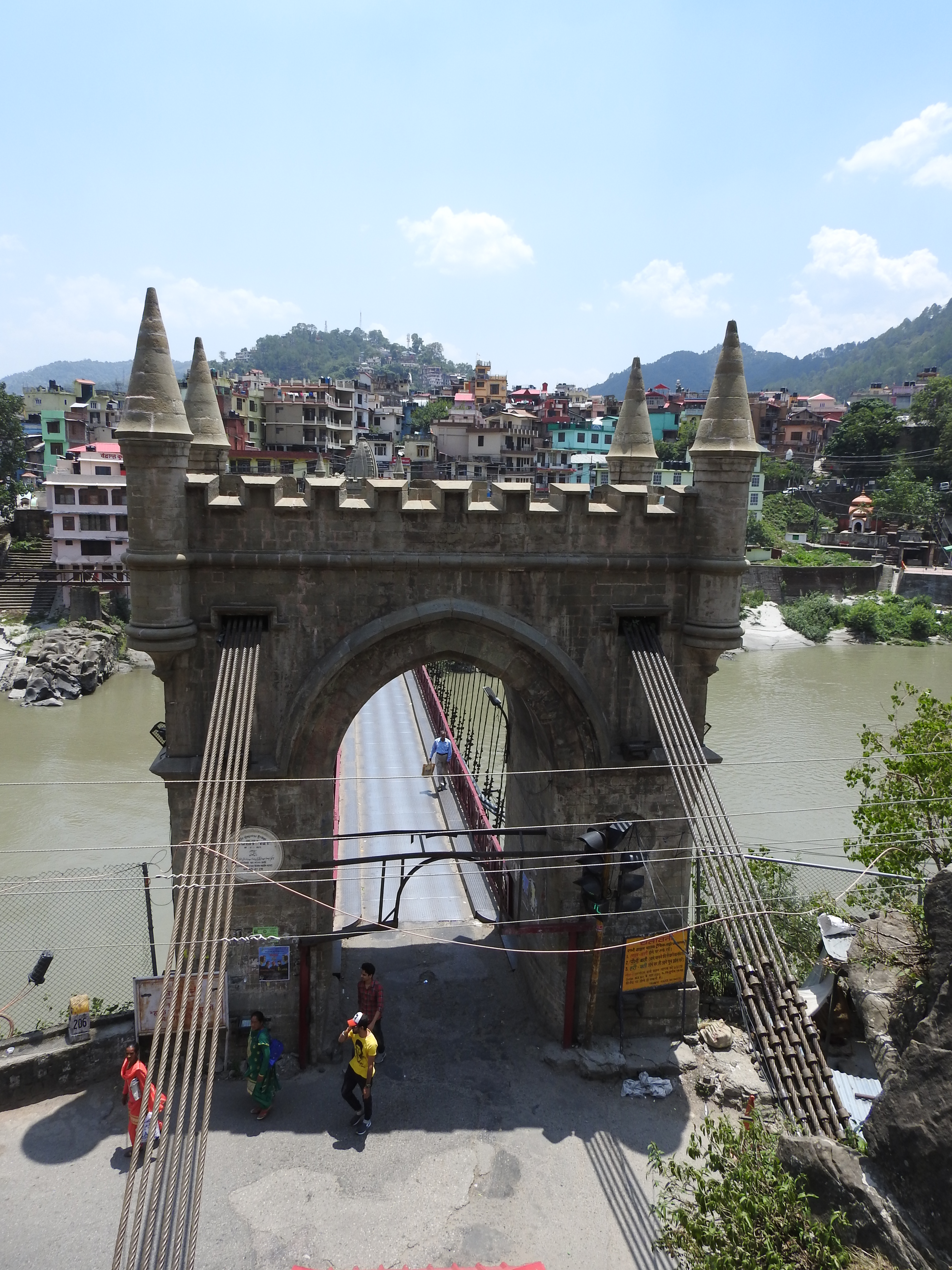
Victoria Bridge
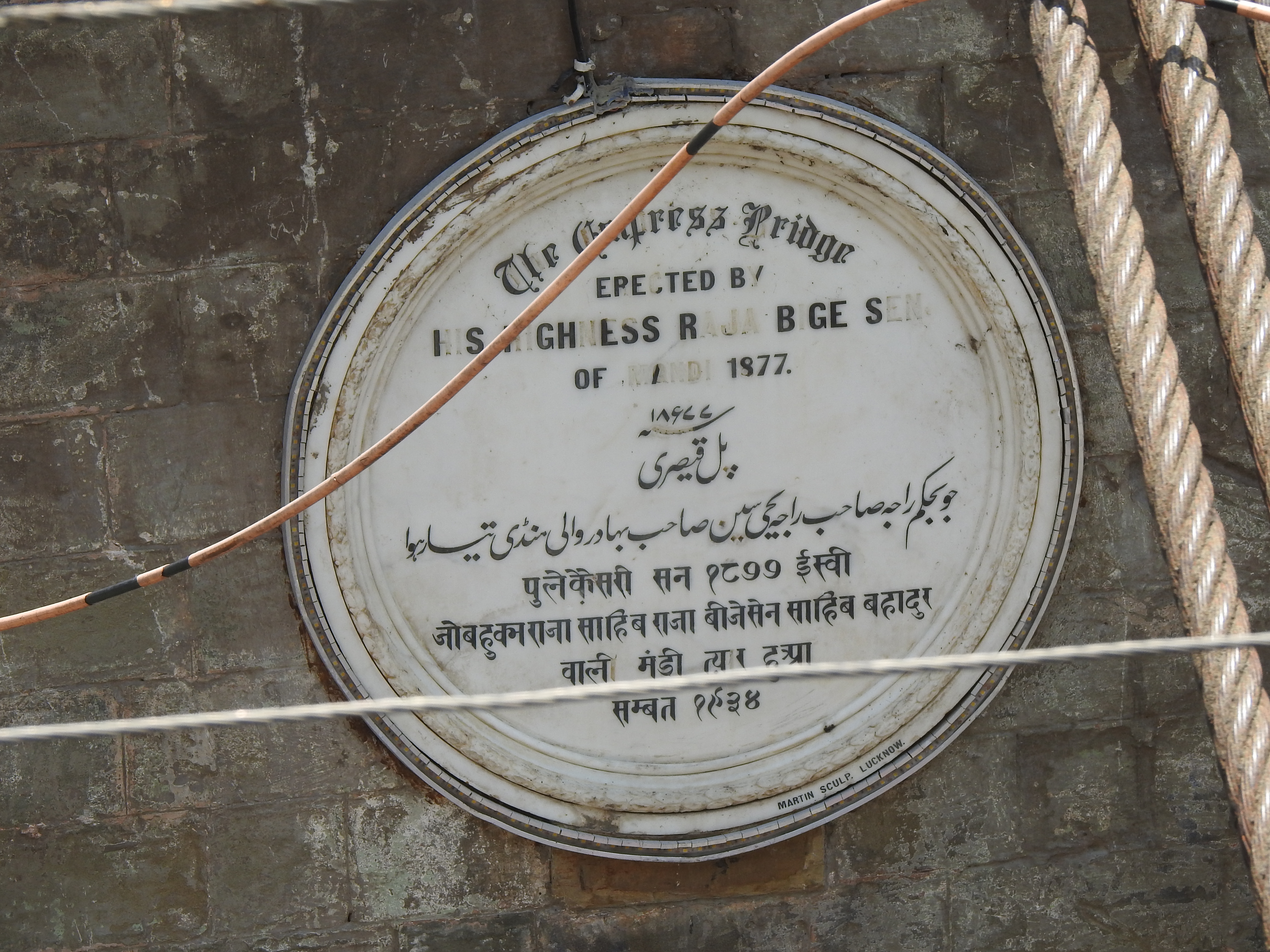
Victoria Bridge, inscrizione
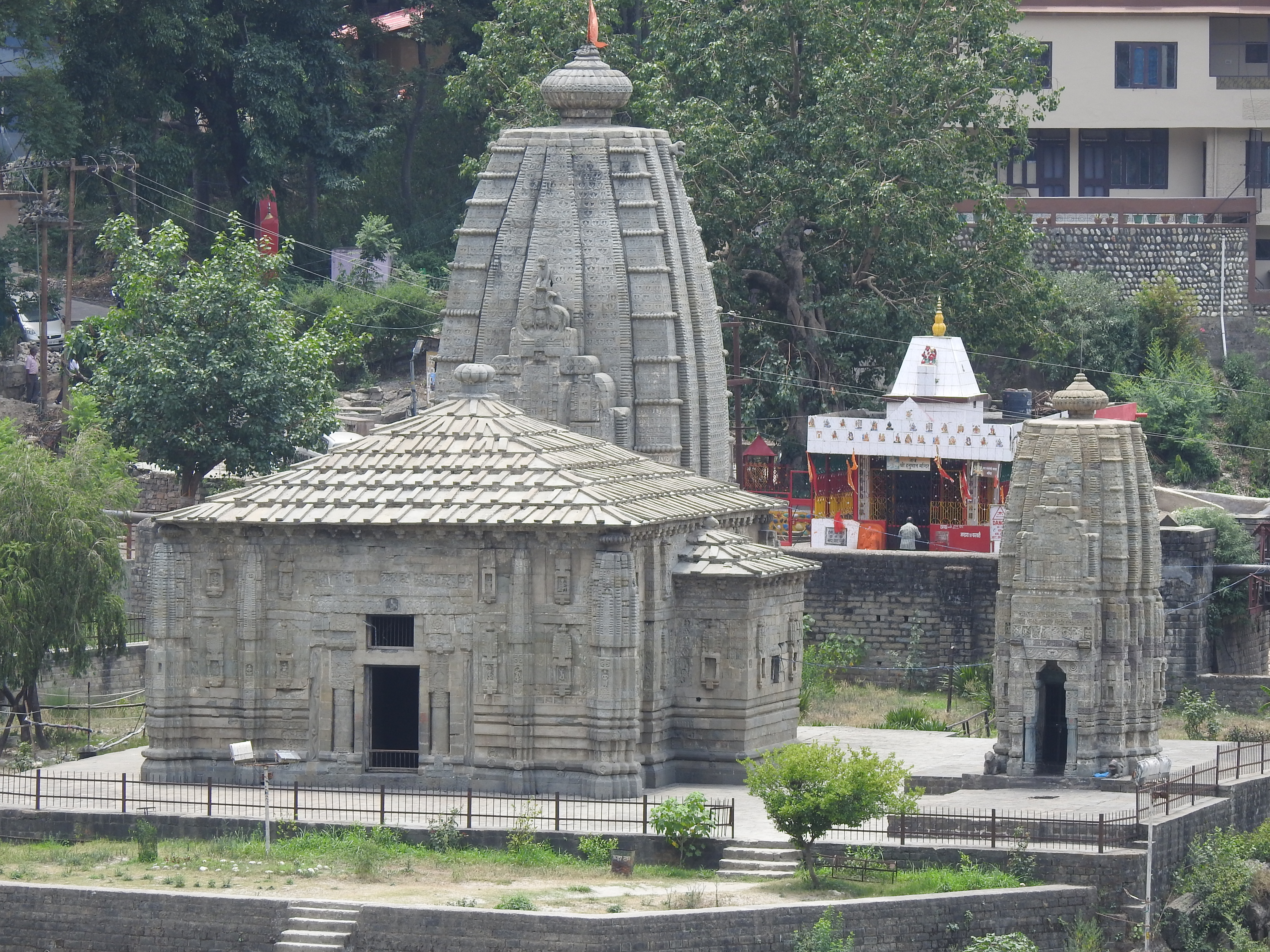
Triloknath Temple
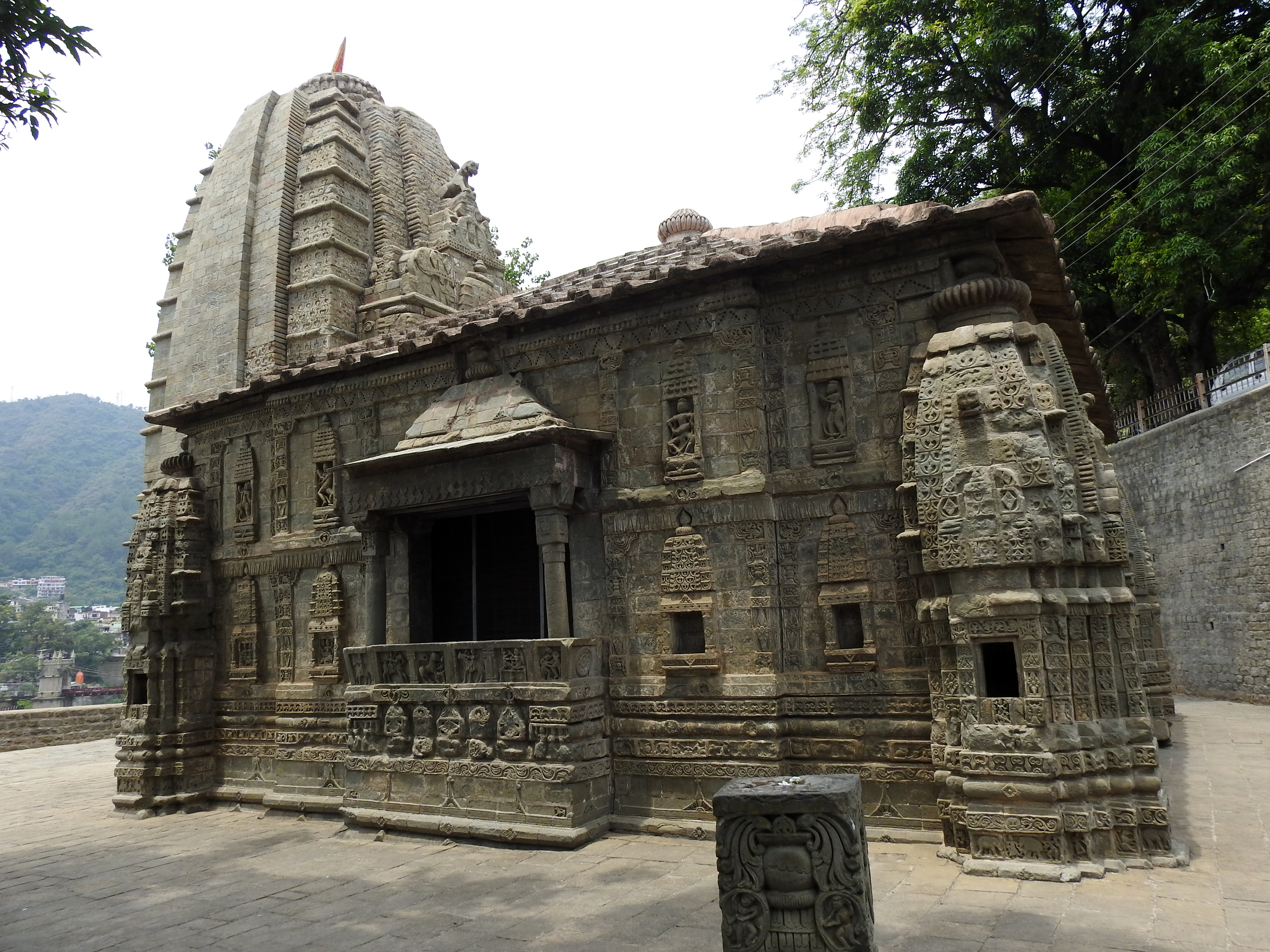
Triloknath Temple
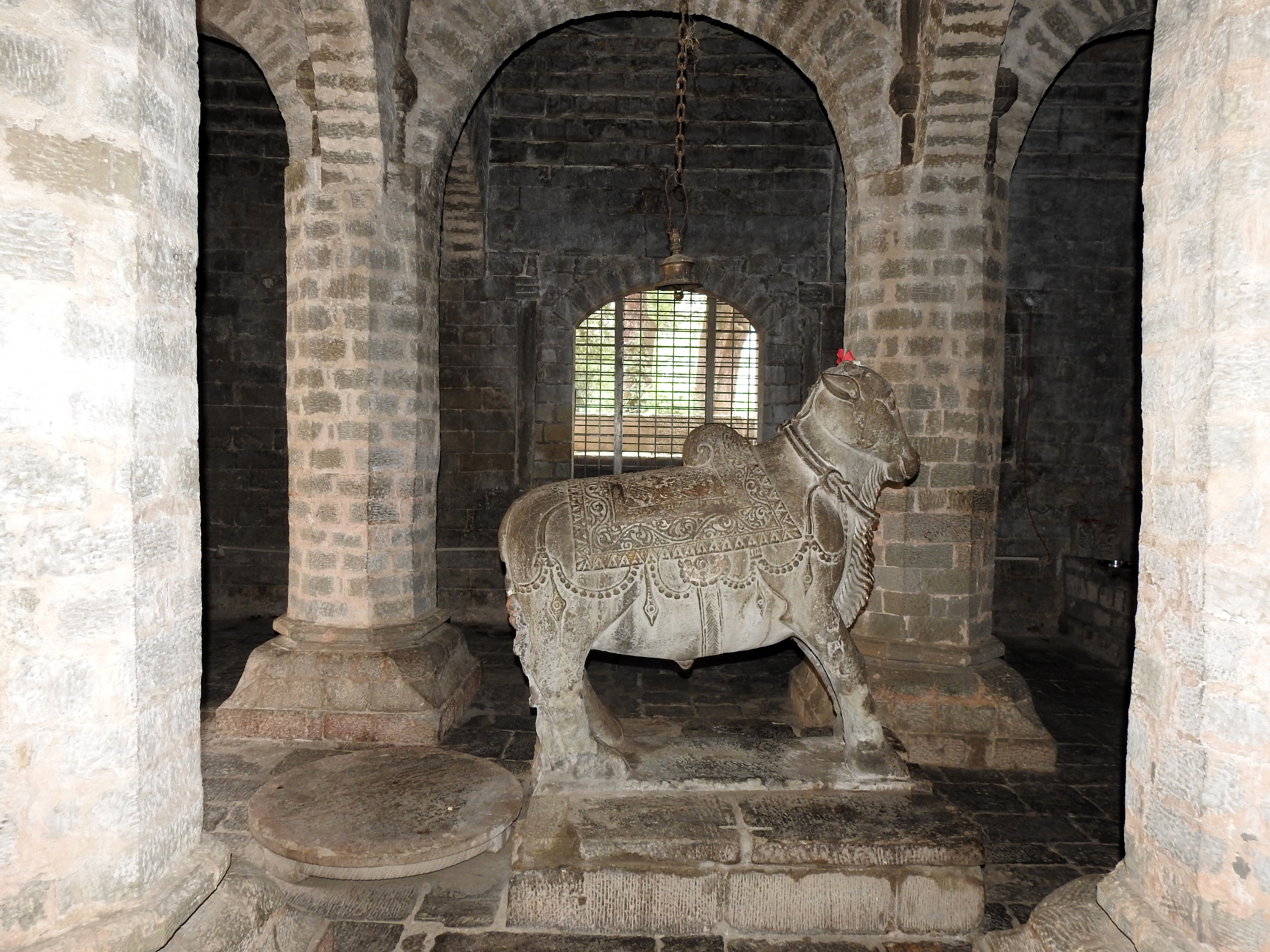
Triloknath Temple
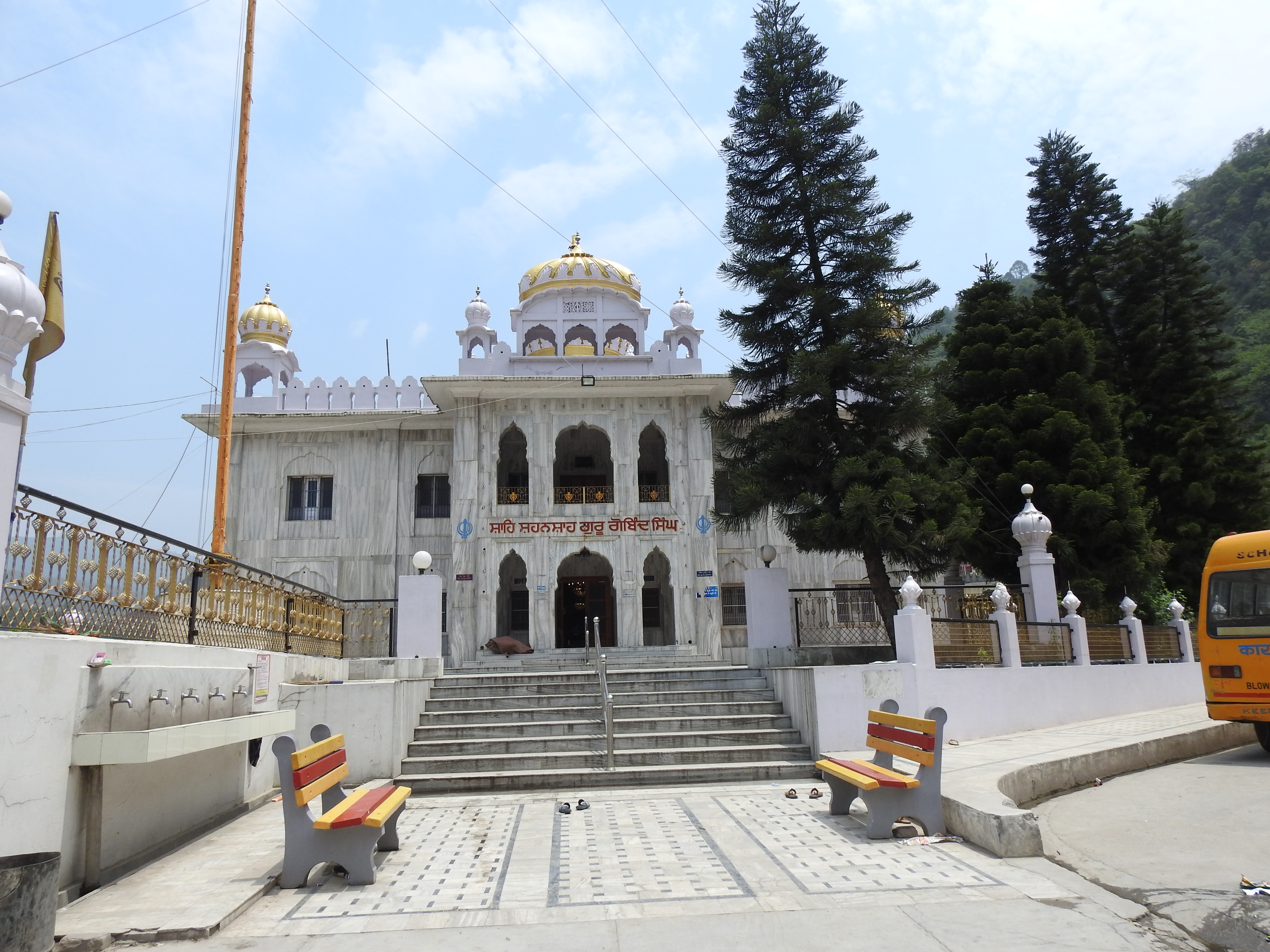
Gurudwara Palang Sahib
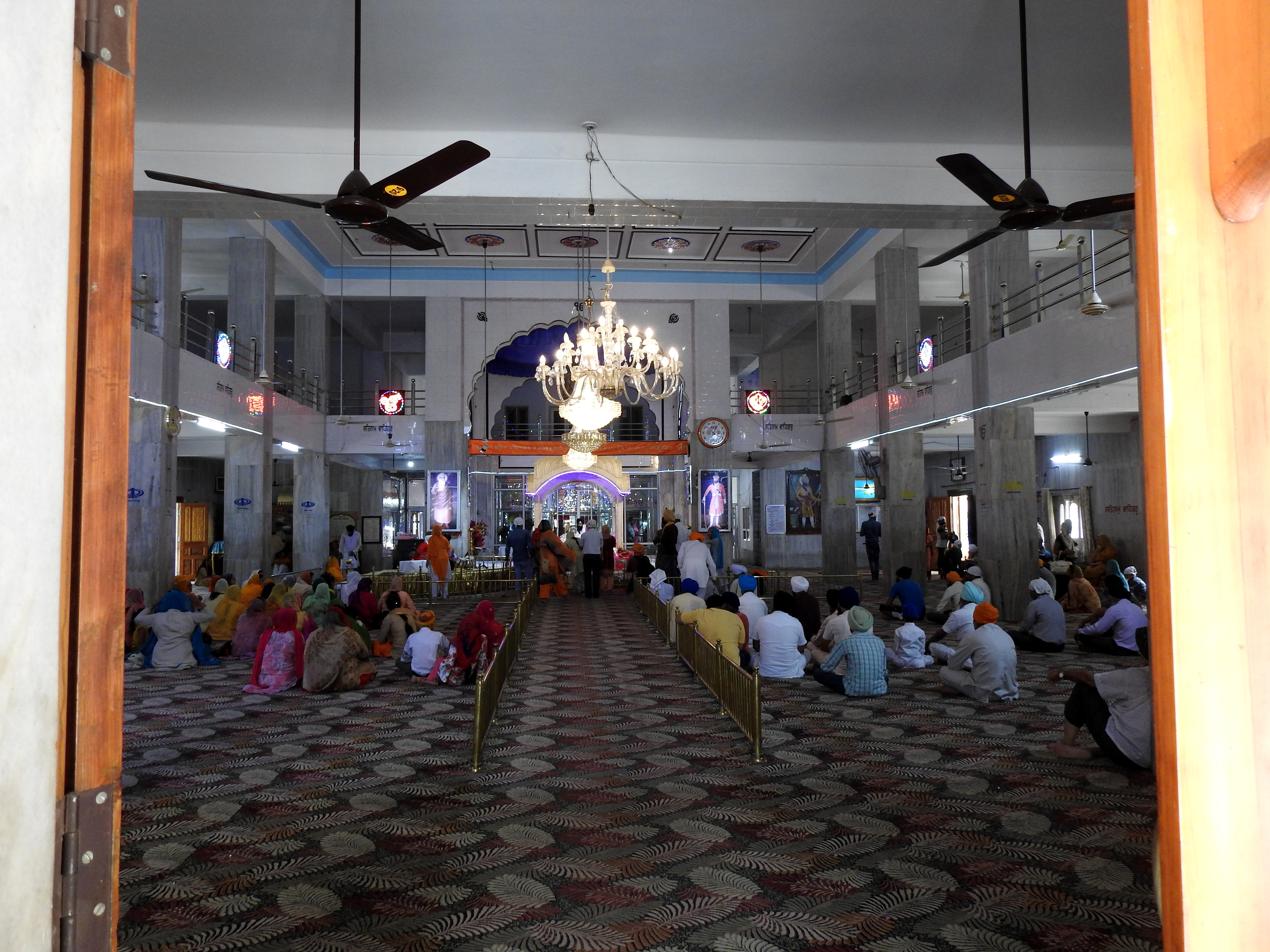
Gurudwara Palang
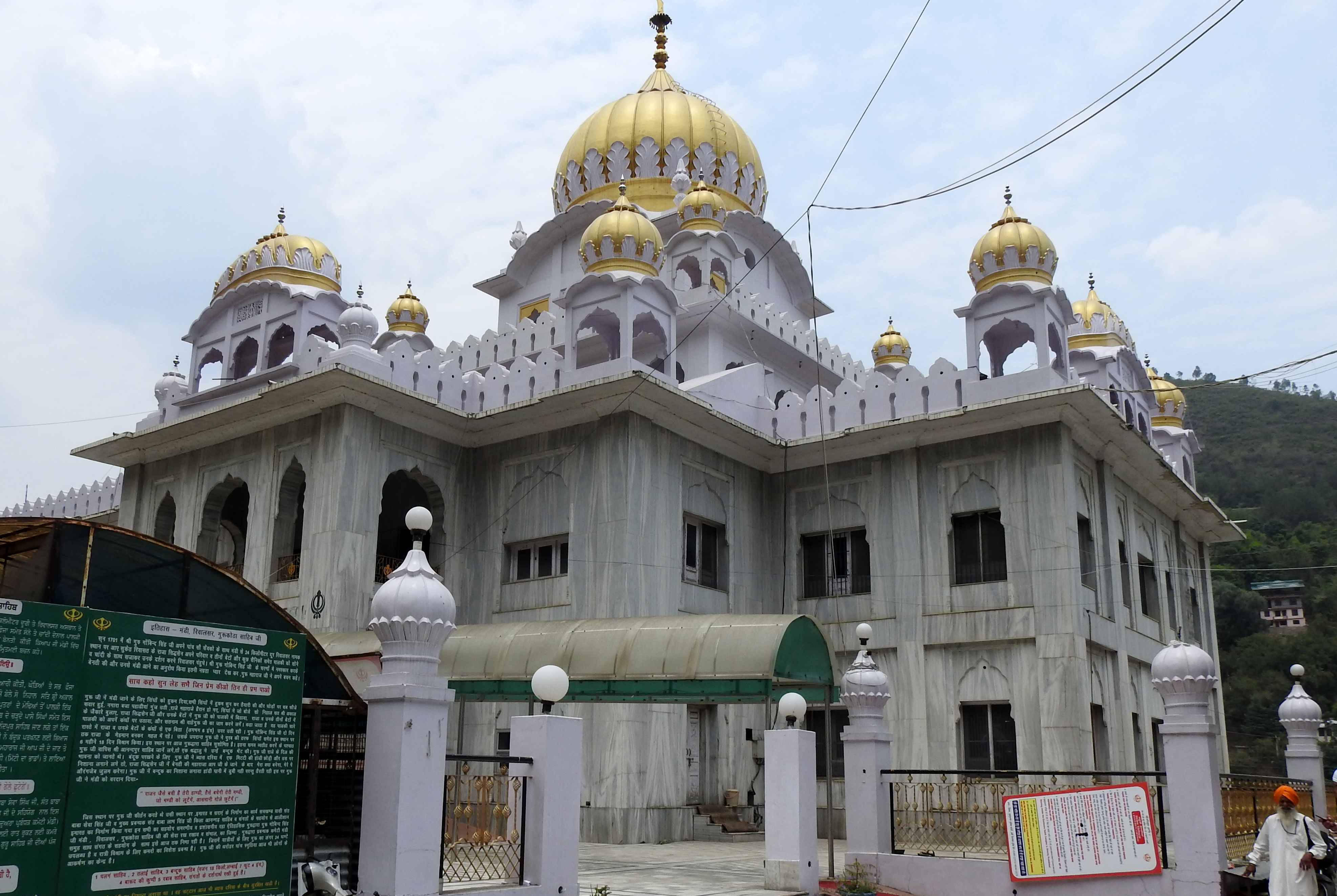
Gurudwara Palang Sahib
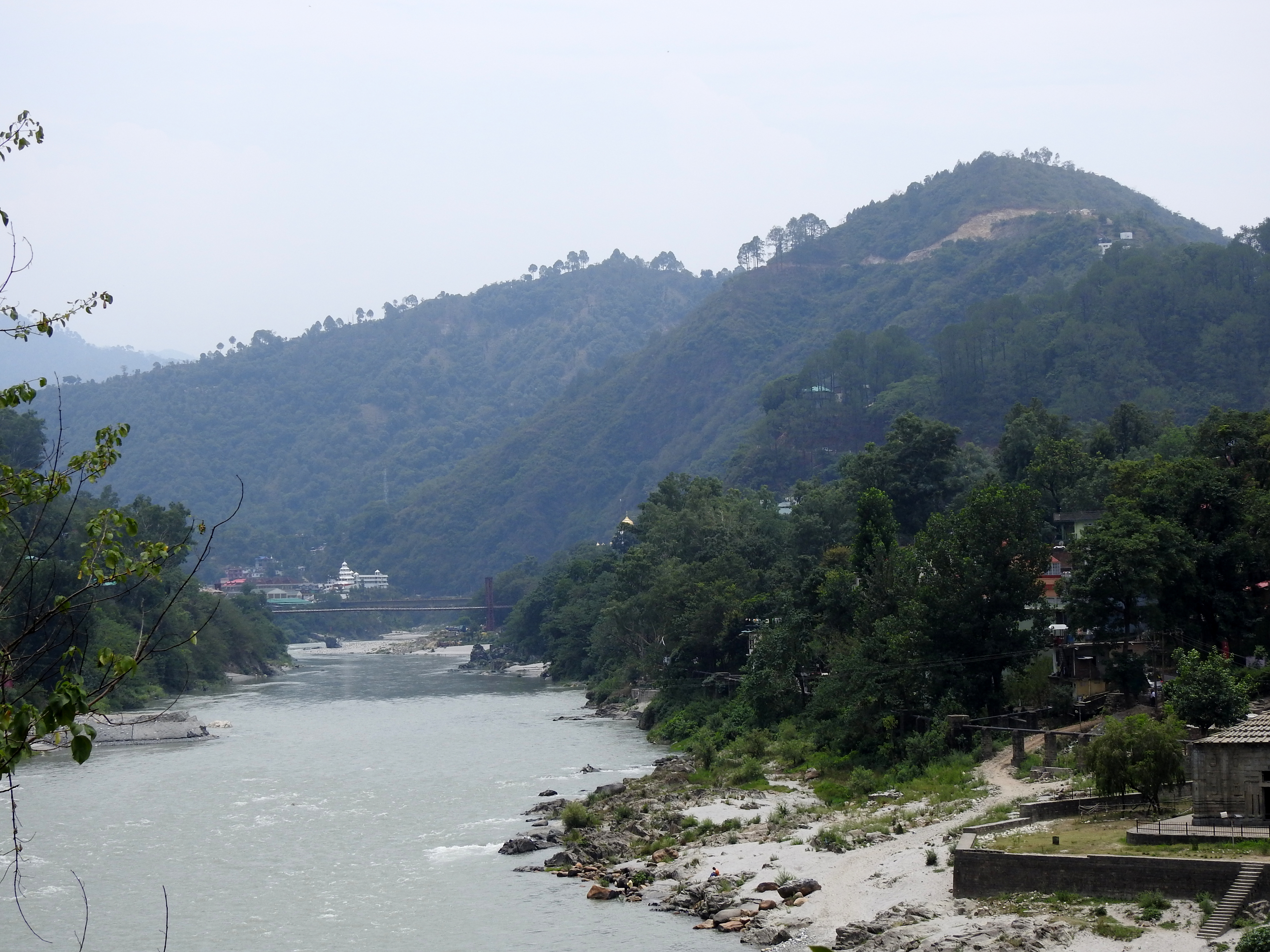
Bhimakali Temple
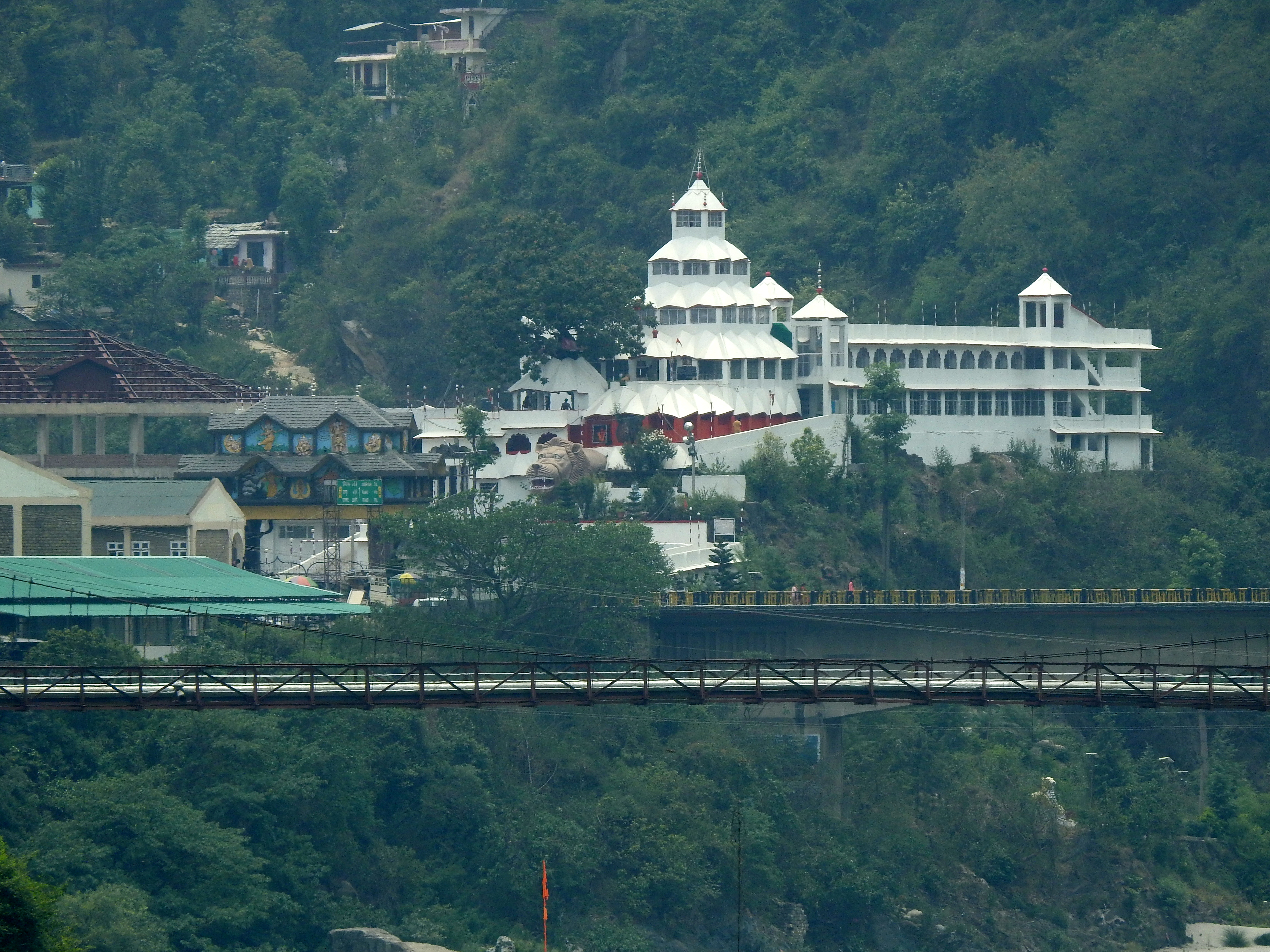
Bhimakali Temple